# Oberg (Adelsgeschlecht)

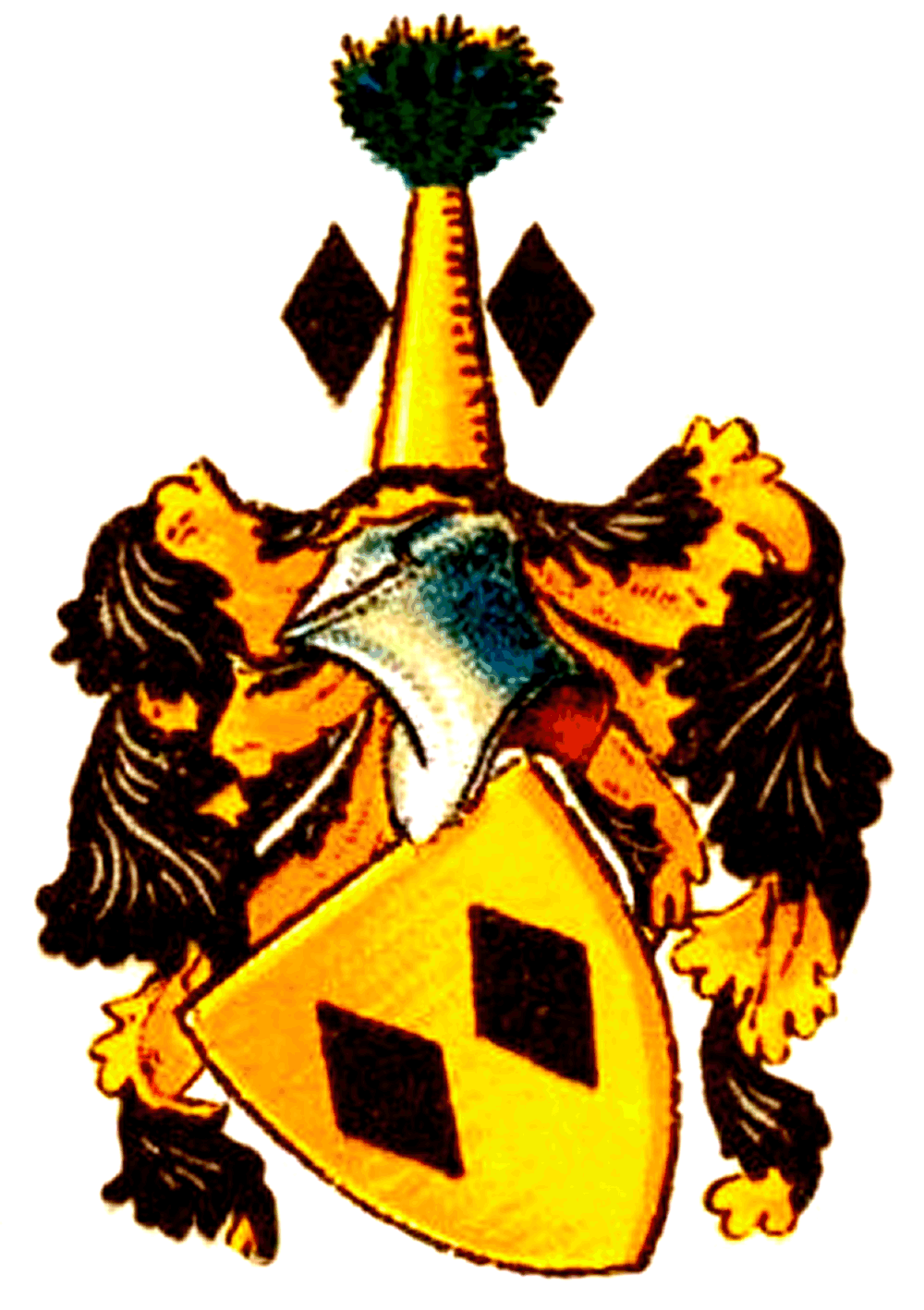
Wappen derer von Oberg

Die Herren und Grafen von Oberg gehörten zum Hildesheimer und Altmärkischen Uradel. 1861 im gräflichen Mannesstamm erloschen, bestehen bis heute Nebenzweige der Familie.

## Geschichte
Bischof Adelog von Hildesheim verlieh 1189 der Kapelle in Oberg Pfarrrechte, wozu er die Kapelle, die sich auf dem Grundbesitz von Heinrich dem Löwen befand, aus der Parochie mit ihrer Mutterkirche Münstedt mit Zustimmung des Archidiakons von Schmedenstedt löste. Dabei waren Johannes de Oberge mit seinen Söhnen Eilardus und Johannes sowie Bernhard von Oberg mit seinem Sohn Theodoricus Zeugen und das Geschlecht trat dadurch erstmals urkundlich in Erscheinung. Die Herren von Oberg erhielten das Patronat über die Kapelle als Lehen der Welfen. Die ununterbrochene Stammreihe beginnt mit Johann von Oberg, der 1329 urkundlich auf Woldenberg erscheint. Später erhielten sie auch Lehen vom Bistum Hildesheim und vom Stift Gandersheim, im Wesentlichen im Raum des Hochstifts Hildesheim.
Ob der berühmte Verfasser des Tristant, Eilhart von Oberg, dem Geschlecht entstammt, ist nach derzeitiger Quellenlage ungewiss.

### Hochstift Hildesheim
Im 13. Jahrhundert wurden die Herren von Oberg vorübergehend Vögte auf den Burgen Schaumburg (der Grafen von Schaumburg) und den welfischen Burgen Lauenrode (in Hannover) und Lüneburg. Dem Hildesheimer Bischof Otto I. verkauften sie 1278 ihre Burg Hude, die die Geschichtsforschung nicht lokalisieren konnte, sodass man einen Vorgängerbau der Burg Ruthe annimmt. 1306 wurde ihre Burg Oberg in einer Fehde zerstört. Daher wichen die Herren auf Pfandburgen aus. 1311 erwarben sie die Burg Lutter als Pfand, anschließend die Burg Neuwallmoden. Im 14. Jahrhundert übernahmen sie auch Dienste für das Bistum Halberstadt.
Die Herren von Oberg waren Parteigänger Ottos des Quaden, als es 1367 zur Schlacht von Dinklar kam. Bereits im Folgejahr schlossen der Schlachtgewinner Bischof Gerhard und der Sohn des Hauptgegners, Magnus II. sowie Wilhelm II. ein Bündnis. Das Bündnis der Territorialfürsten richtete sich zum einen gegen den aufstrebenden niederen Adel. Zum anderen zielte Bischof Gerhard auf Otto den Quaden ab, denn das Fürstentum Göttingen grenzte an die 1310 zum Bischofsgebiet gewordene Grafschaft Dassel. In dieser Hinsicht wurde das Bündnis durch den sich abzeichnenden Lüneburger Erbfolgekrieg begünstigt. 1368 griffen die Bündnispartner mit Unterstützung regionaler Bürger die Burg Neuwallmoden an, die aber der Belagerung rund vier Wochen standhielt. Als Bischof Gerhard daraufhin die Neile aufstauen ließ, geriet ihre Befestigung unter Wasser, und sie war für die Herren von Oberg verloren. Als Folge verloren sie ihre Besitzungen im nördlichen Vorland des Harzes, obwohl sie sich noch um die Burgen Dahlum und Brunstein bemühten, und mussten sich auf das Gebiet um Oberg zurückziehen. Im unweit gelegenen Schwicheldt hatten die Oberger bereits ab 1360 einen Hof mit Grundbesitz; um 1550 erbaute dort Christoph von Oberg in der Feldmark an der alten Heerstraße Peine-Hannover die (nicht erhaltene) Giesenburg. Die Flurbezeichnung „Der Burgkamp“ zeugt noch heute davon.
Benedikt (Bendix) Wilhelm von Oberg wurde 1756 von seinem Onkel Adolf Jasper von Ahlefeldt auf Gut Jersbek in Storman (Schleswig-Holstein) zum Erben eingesetzt; der große, aber bereits verschuldete Besitz wurde von Bendix Wilhelm vollends in den Ruin getrieben, sodass er die Güter Jersbek und Stegen 1774 verkaufen musste.

### Zweig Oebisfelde

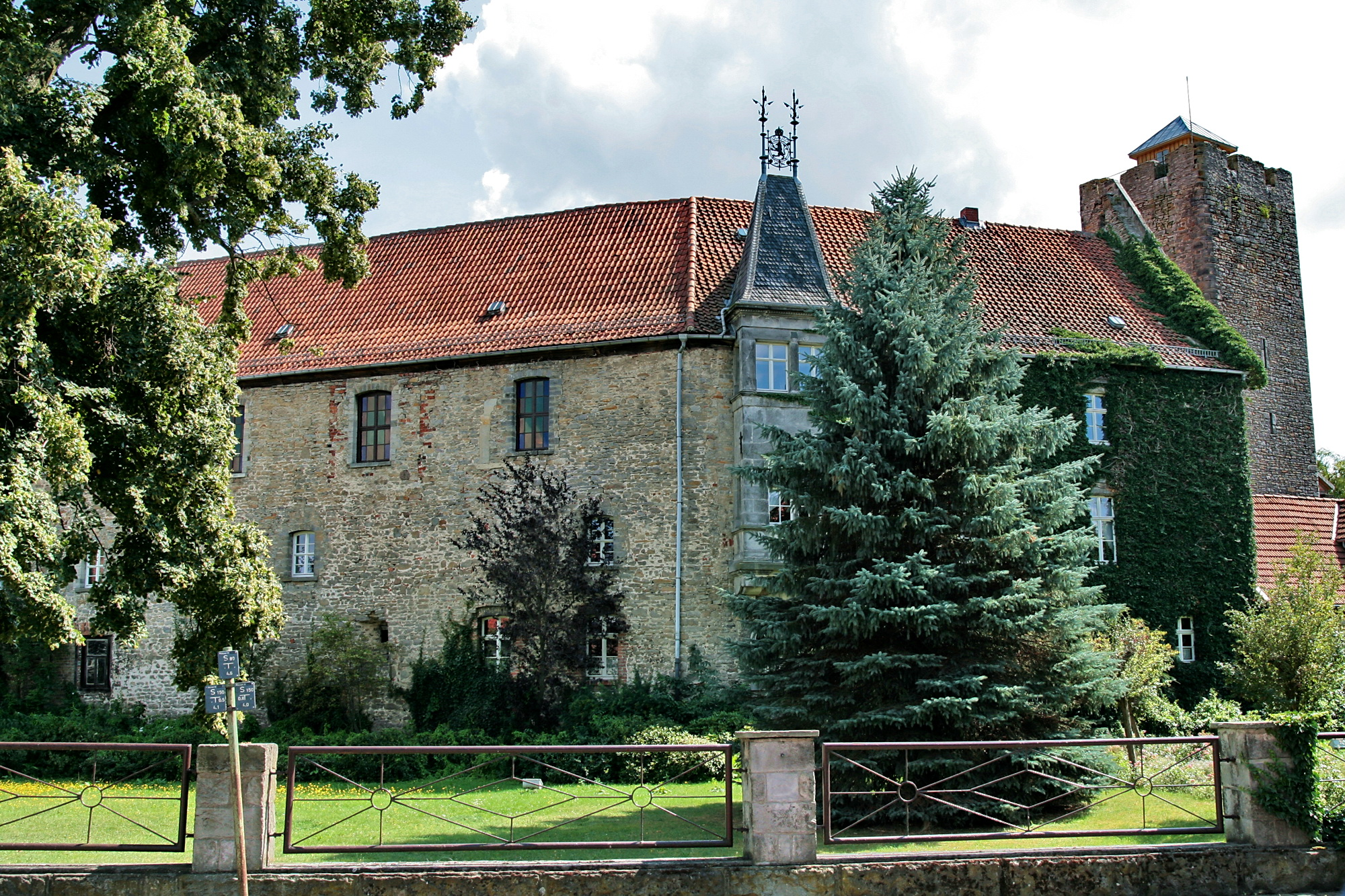
Burg Oebisfelde

Zu der Zeit, als das Hochstift Hildesheim seine Herrschaft in Peine festigen konnte, hatte sich eine zweite Linie der Oberger gebildet. Diese kam 1289 in den Besitz von Herrschaft, Burg und Stadt Oebisfelde und trug 1369, zum Schutz vor feindlichen Nachbarn, dem Erzstift Magdeburg Oebisfelde als Lehen an. Im Landbuch Karls IV. von 1373 zählen die Herren von Oberge zu den Schlossgesessenen der Altmark. Der Oberg-Oebisfelder Zweig erlosch 1448 mit Günther von Oberg, der zuvor noch für Marktrechte und die Anerkennung des Stadtwappens gesorgt hatte. Oebisfelde kam daraufhin zunächst an eine Linie von Steinberg, später an andere Herren wie die von Bülow.

## Vertreter

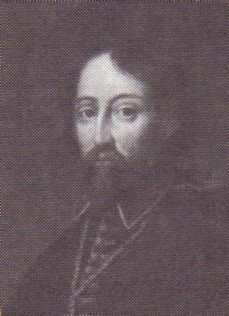
Burchard von Oberg († 1573), Fürstbischof von Hildesheim

- Eilhart von Oberg, Dichter (erwähnt 1189 bis 1227, Zusammenhang vermutet)
- Johann (Jan) von Oberg kämpfte 1435 für den Bischof von Hildesheim gegen Magdeburg
- Wulbrand († 1523), Dompropst zu Osnabrück (Enkel des Jan)
- Margarethe von Oberg, Tochter des Hilmar von Oberg und der Ilse von Steinberg, heiratete vor 1500 Stacius von Münchhausen, ihr Sohn war der bekannte Söldnerführer Hilmar von Münchhausen
- Burchard von Oberg († 1573), Fürstbischof von Hildesheim (1557 bis 1573)
- Georg Wilhelm Ludwig von Oberg (1711–1762), 1737 Mitbegründer der ersten deutschen Freimaurerloge und erster Meister vom Stuhl einer Loge in Deutschland, Vater von
  - Metta von Oberg aus Jersbeck (1737–1794), Stiftsdame
  - Adolph Ludwig von Oberg, Major in dänischen Diensten
  - Benedikt Wilhelm Georg von Oberg (1747–1819)
- Jobst Aschwin von Oberg,  1690 braunschweigischer Oberst
- Sigismund Julius von Oberg (Bruder des Jobst Aschwin) hatte die Söhne Hermann Otto, Christoph Ludwig, Ernst Wilhelm und Hilmar
  - Christoph Ludwig von Oberg (1689–1777), kurfürstlich braunschweigisch-lüneburgischer General der Infanterie.

## Letzte des Geschlechtes

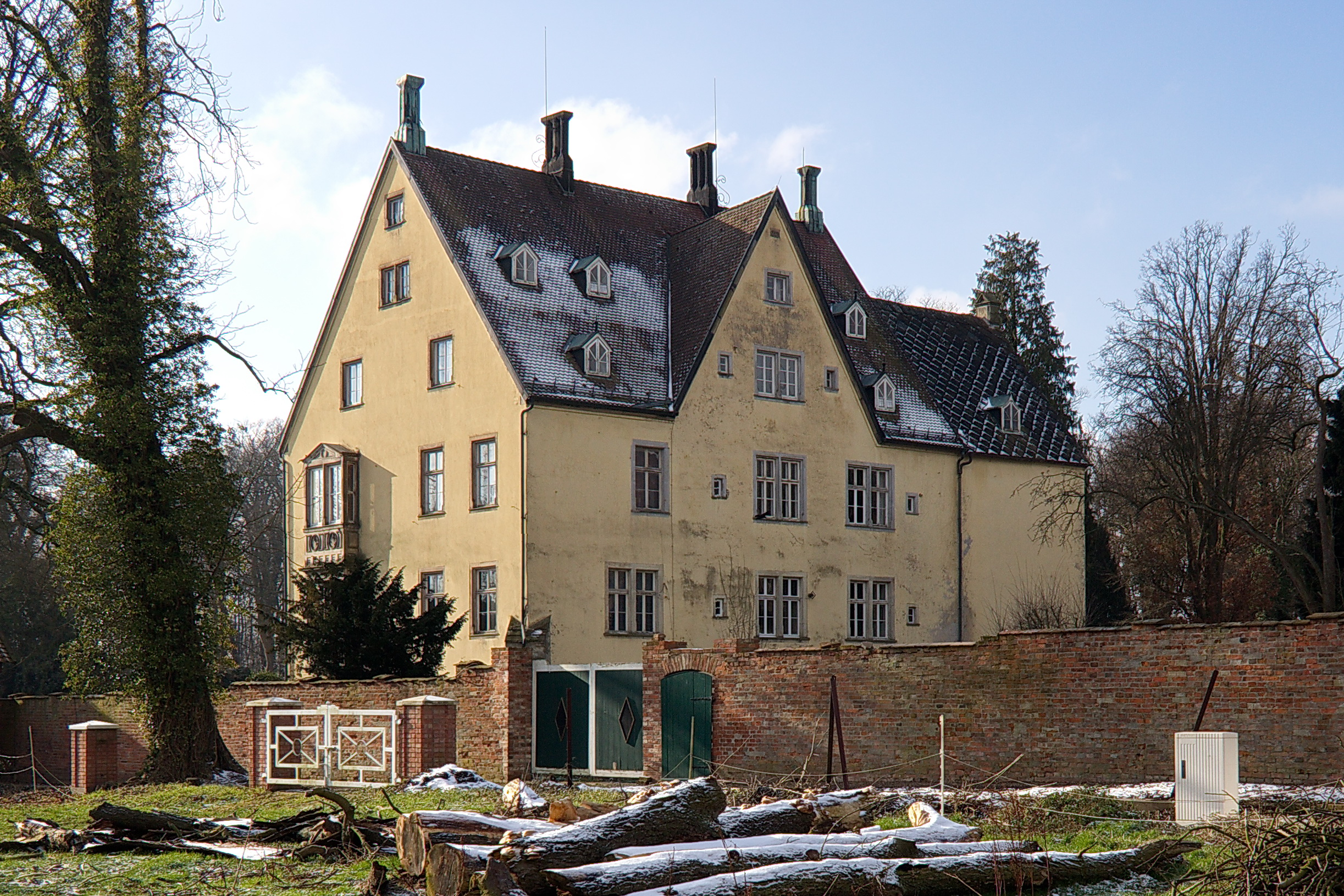
Das Gutshaus in Oberg wurde 1855 auf den Grundmauern der alten Burg erbaut.

Das Geschlecht erlosch mit Hilmar Ludwig Wilhelm Graf von Oberg (* 25. April 1776; † 26. Oktober 1861) im Mannesstamme. Er und sein Bruder Benedikt Wilhelm Georg († 1819) waren am 10. Juli 1803 in den preußischen Grafenstand erhoben worden.
Der ältere Bruder Hilmar, Herr auf Oberg, Schwicheldt, Stederdorf, Drakenburg und Duttenstedt, heiratete in erster Ehe 1800 Sophie Christine Charlotte von dem Bussche-Lohe (1782–1817) aus dem nahen Rethmar, Tochter des Friedrich August v.d.B.-L. auf Lohe, Fulde, Sudkampen, Buschhausen und Schloss Rethmar, Vizeoberstallmeister in London, und der Louise von Steinberg. In zweiter Ehe heiratete er 1832 Sophie von Praun (1784–1863), Tochter des Carl von Praun und der Caroline Christine von Lasperg, Witwe des Ludwig von Münchhausen (1758–1827) auf Hessisch Oldendorf, Groß Vahlberg und Haynspitz. Aus erster Ehe hatte er vier Töchter:
- Ida (* 1801 + 1845) ⚭ 1831 Carl Eduard von Bose (* 1797 + 1840)
- Bertha (* 1803 + 1876) ⚭ 1823 Hans von Veltheim aus dem Haus Destedt, Forstmann (* 1798 + 1868)
- Thekla (* 1804 + 1866) ⚭ 1829 Carl Freiherr Löw von Steinfurth (* 1796 + 1867)
- Anna (* 1814), auf Oberg, ⚭ Hermann von Kalm, auf Halchter

## Wappen
Das Wappen zeigt in Gold zwei aufrecht aneinander gestellte schwarze Rauten. Auf dem Helm mit schwarz-goldenen Decken eine mit drei natürlichen Pfauenfedern besteckte goldene Säule, die beiderseits von je einer schwarzen Raute begleitet ist

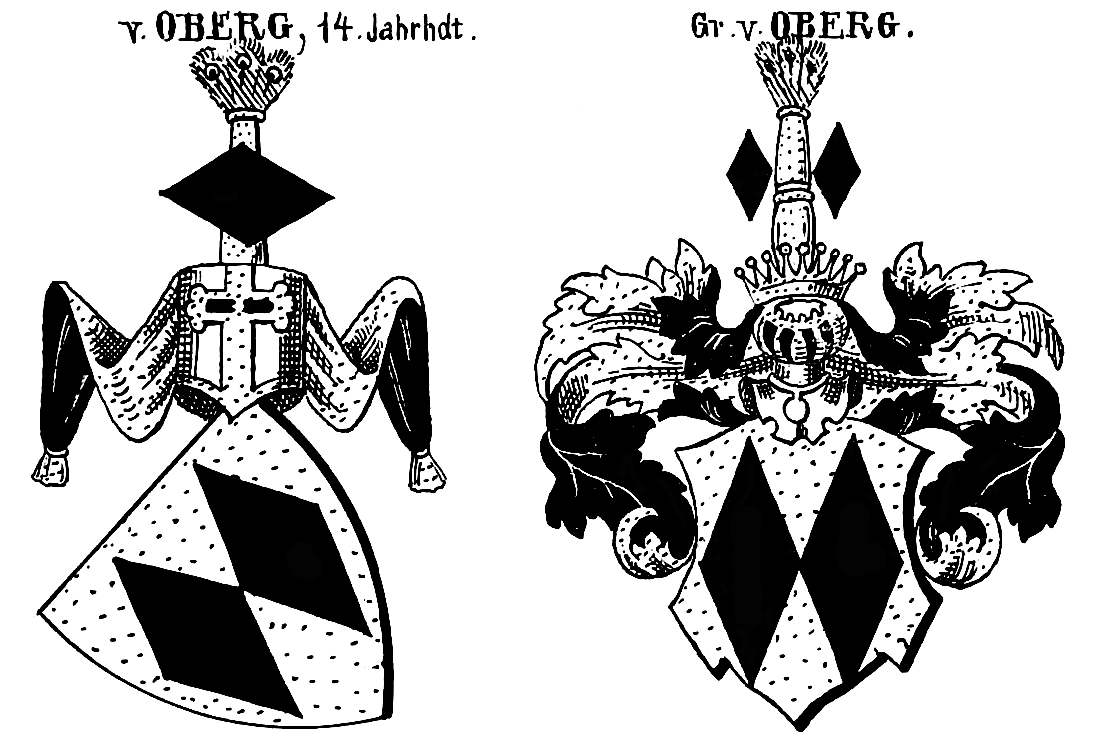
Wappen derer von Oberg in Siebmachers Wappenbuch
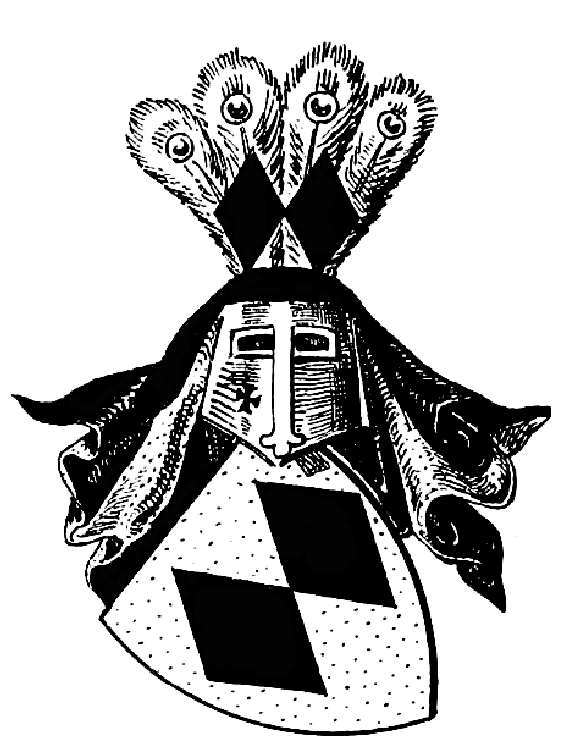
Wappen des baltischen Oberg-Familienzweiges
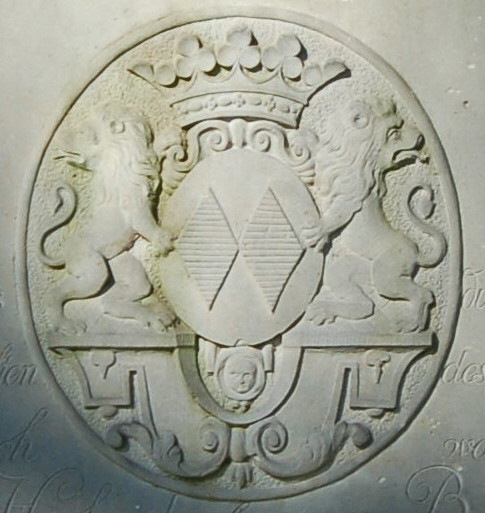
Wappen auf dem Grabstein der Metta von Oberg
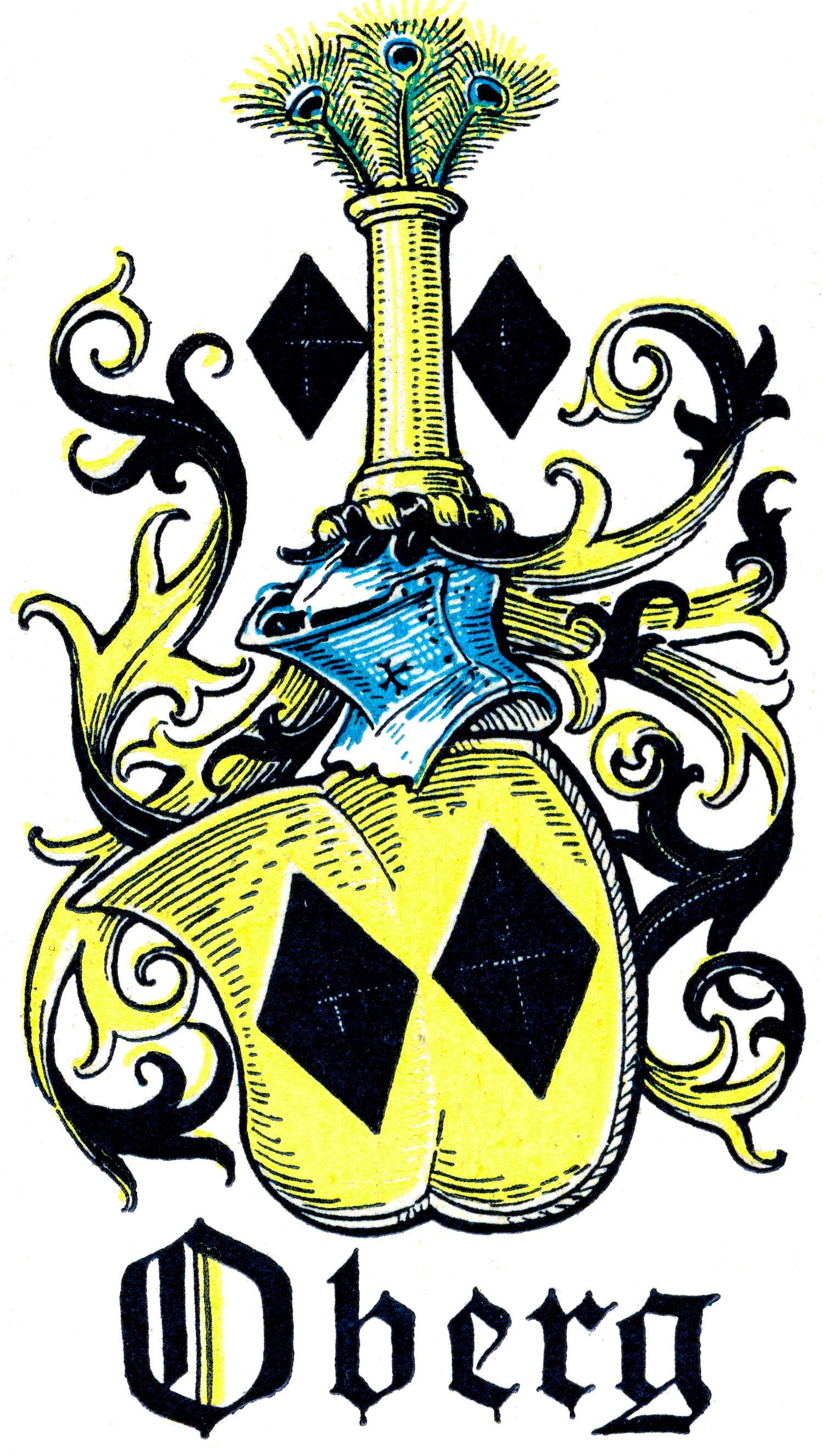
Wappen von Otto Hupp im Münchener Kalender von 1934

Aufschwörungstafel der Hedwig (Helena) von Oberg, 1690

## Aufschwörungstafel
Aufschwörungstafel der Hedwig (Helena) von Oberg, verheiratet mit August Rudolf von Veltheim. Ihre späteren Jahre verbrachte sie im Kloster Clarenberg (Dortmund-Hörde).